# Двадцять дев'ять зупинок від Хмільника до Хмельницького
«Двадця́ть де́в'ять зупи́нок від Хмільника́ до Хмельни́цького» — путівник авторства досвідченого мандрівника, історика та краєзнавця Дмитра Малакова. Ознайомлює читачів з історією Поділля та основними культурними пам'ятками на шляху від Хмільника Вінницької області до Хмельницького — обласного центра Хмельницької області.

## Характеристика путівника
Путівник призначено не тільки для туристів, але й для читачів, які цікавляться архітектурою, легендами та історією Поділля. Як зазначив Євген Булавка, «історичний матеріал подано відповідно до призначення книги — попри те, що його досить багато, він не перенавантажує, а навпаки, допомагає зорієнтуватися в епохах, персоналіях, і відчути всі смаки краю, яким подорожуєш».

## Зміст путівника
- Поділля — Волинь
- Хмільник та найближчі села
- Літин — Летичів
- Меджибіж
- Старокостянтинів
- На берегах Случі
- На берегах Ікви
- Антоніни
- Поблизу міста Хмельницького